# GPO Film Unit
De GPO Film Unit was een onderafdeling van het Britse postbedrijf GPO (General Post Office).
De afdeling werd opgericht in 1933 met het doel gesponsorde documentaires te maken over een verscheidenheid aan onderwerpen. De afdeling werd geleid door John Grierson. Een van de bekendste producties is een film van Harry Watt en Basil Wright uit 1936, getiteld Night Mail, met muziek van Benjamin Britten en tekst van de dichter W.H. Auden. Britten schreef ook muziek voor The Tocher.
Regisseurs die werkten voor de GPO Film Unit waren onder andere Humphrey Jennings, Alberto Cavalcanti, Paul Rotha, Harry Watt en Basil Wright. Auteur Laurie Lee werkte als scriptschrijver mee in de jaren 1939 - 1940.
In 1940 werd de GPO Film Unit hernoemd tot Crown Film Unit en stond toen onder supervisie van het ministerie van Informatie (Ministry of Information).